# عبدالهادی ارغندیوال
عبدالهادی ارغندیوال (زاده ۱۳۳۱ - کابل) سیاستمدار افغانستانی و وزیر سابق اقتصاد و وزارت مالیه است. وی از ۱۲ حمل (فروردین) ۱۳۹۹ تا ۴ دلو (بهمن) ۱۳۹۹ به عنوان وزیر مالیه فعالیت کرد و با دستور رئیس‌جمهور محمداشرف غنی از سمتش برکنار شد.

## زندگی‌نامه
عبدالهادی ارغندیوال زاده ۱۳۳۱ در شهر کابل است مدرک لیسانس خود را از دانشگاه کابل در رشته اقتصاد در سال ۱۳۵۵ کسب کرد. در سال ۱۳۵۷ به پاکستان مهاجرت کرد و مسئولیت مالی حزب اسلامی به رهبری گلبدین حکمتیار را بر عهده داشت.

## وزارت مالیه
وی در دوره دوم ریاست جمهوری محمد اشرف غنی از تاریخ ۱۲ حمل (فروردین) ۱۳۹۹ به عنوان وزیر مالیه افغانستان تعیین شد. وی در ۴ دلو (بهمن) با دستور رئیس‌جمهور از سمتش برکنار شد.

## وزیر اقتصاد
وی از سال ۲۰۱۰ تا ۲۰۱۴ وزیر اقتصاد افغانستان بود.